# Verwaltungsgemeinschaft Rositz
La Communauté d'administration de Rositz (Verwaltungsgemeinschaft Rositz), fondée en 1993, réunit quatre communes de l'arrondissement du Pays-d'Altenbourg en Thuringe. Elle a son siège dans la commune de Rositz.

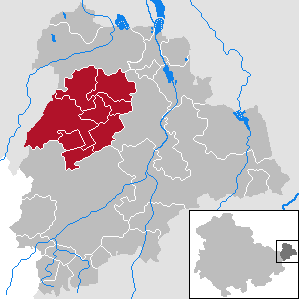
La communauté d'administration de Rositz

La communauté regroupe 5 380 habitants en 2010 pour une superficie de 35,92 km2.
Communes (population en 2010) : 
- Kriebitzsch (1 132) ;
- Lödla (715) ;
- Monstab (483) ;
- Rositz (3 050).

## Démographie
| 1995  | 2000  | 2005  | 2010  |
| ----- | ----- | ----- | ----- |
| 6 325 | 6 059 | 5 687 | 5 380 |